# Liste der Monuments historiques in Mondorff
Die Liste der Monuments historiques in Mondorff führt die Monuments historiques in der französischen Gemeinde Mondorff auf.

## Liste der Bauwerke
| Bezeichnung             | Beschreibung | Standort                      | Kennzeichnung | Schutzstatus | Datum | Bild |
| ----------------------- | ------------ | ----------------------------- | ------------- | ------------ | ----- | ---- |
| Gallo-römisches Erdwerk |              | nordwestlich des Ortes (Lage) | PA00107048    | Classé       | 1991  |      |